# Любимський район
Люби́мський район (рос. Любимский район) — адміністративна одиниця Ярославської області Російської Федерації.
Адміністративний центр — місто Любим.

## Адміністративний поділ
До складу району входять одне міське та 3 сільських поселення:
1. міське поселення Любим (м. Любим)
  - м. Любим
  - Любимський сільський округ
2. Воскресенське сільське поселення (д. Гузицино)
  - Воскресенський сільський округ
  - Троїцький сільський округ
3. Єрмаковське сільське поселення (д. Єрмаково)
  - Єрмаковський сільський округ
  - Кириловський сільський округ
  - Пігалевський сільський округ
  - Покровський сільський округ
4. Осецьке сільське поселення (д. Рузбугіно)
  - Осецький сільський округ